# Sveriges fotbollslandslag i VM 1934
Sveriges fotbollslandslag i VM 1934
Här följer den svenska truppen till Världsmästerskapet i fotboll 1934.

## Truppen
Sveriges herrlandslag i fotbolls VM-trupp till Italien 1934.
| Anders Rydberg    | IFK Göteborg    | Målvakt      |
| Nils Axelsson     | Hälsingborgs IF | Högerback    |
| Sven Andersson    | AIK             | Vänsterback  |
| Rune Carlsson     | IFK Eskilstuna  | Högerhalv    |
| Nils Rosén        | Hälsingborgs IF | Centerhalv   |
| Ernst Andersson   | IFK Göteborg    | Vänsterhalv  |
| Gösta Dunker      | Sandvikens IF   | Högerytter   |
| Ragnar Gustafsson | Gais            | Högerinner   |
| Sven Jonasson     | IF Elfsborg     | Center       |
| Tore Keller       | IK Sleipner     | Vänsterinner |
| Knut Kroon        | Hälsingborgs IF | Vänsterytter |